# Marsha Wattanapanich
Marsha Wattanapanich (thaïlandais : มาช่า วัฒนพานิช), de son vrai nom Marion Ursula Marsha Vadhanapanich, est une chanteuse et actrice germano-thaïlandaise, née le 24 août 1970 à Bangkok.

## Biographie
Née d'une mère allemande et d'un père thaïlandais, Marsha est bouddhiste et a été marié au chanteur thaïlandais de pop et acteur Amphol Lumpoon, avec lequel elle a eu un fils. Ils divorcent en 1997.

## Discographie

### Albums
Tous ses albums sont sortis en Thaïlande : 
- Q Stars (23 août 1991)
- Flavors of people (29 juin 1993)
- Room Number 3 (26 février 1996)
- Re-Entry (22 avril 1997)
- Maya (17 juin 1999)
- Fine Days (22 juin 2001)
- River of Life (21 janvier 2003)
- In Love (2 décembre 2005)
- Selection (29 août 2006)
- Let's Have Fun Tonight (25 septembre 2007)

## Filmographie
- 2007 : Alone ; Phim / Ploy
- 2009 : Phobia 2 ; Marsha
- 2012 : Dark Flight [3D] (407 เที่ยวบินผี)[3]